# Responsable de comunidad de internet
El responsable o gestor de comunidades de internet, virtuales, digitales, o en línea  (también usado el inglés community manager u online community manager), es quien actúa como auditor de la marca en los medios sociales. Es un puesto de trabajo dentro de la mercadotecnia en medios sociales, siendo su función ejecutar lo que los administradores o gestores de redes sociales planifican. Cumple un nuevo rol dentro de la mercadotecnia, la publicidad en Internet y la documentación, pues es una profesión emergente al igual que lo es la de responsable de registros. Este tipo de labor nace de la necesidad de las empresas a desarrollar su imagen en el ámbito digital debido al creciente auge de las plataformas como redes sociales y la consolidación de Internet como medio de difusión informativa. 
Así, un responsable de comunidad en línea es la persona encargada de sostener, acrecentar y, en cierta forma, defender las relaciones de la empresa con sus clientes en el ámbito digital, gracias al conocimiento de las necesidades y los planteamientos estratégicos de la organización y los intereses de los clientes. La figura se remonta al origen de las comunidades virtuales de videojuegos en los 90, y luego siguió teniendo relevancia en el ámbito de las listas de distribución, los grupos de noticias y los foros de internet.
Las funciones de un responsable de comunidad son, entre otras, crear, analizar, entender y canalizar la información producida para las redes sociales, monitorizar las acciones que se ejecutan y crear estrategias de comunicación digital. El objetivo es establecer una comunicación que, lejos de silenciar, censurar o ignorar a sus clientes, sea transparente, abierta y honesta, acercando nuevos públicos afines a la marca. También permite asentar un nuevo modelo de “innovación abierta”, ofreciendo así nuevas formas de comunicación más relevantes en las que el cliente se sienta parte activa de la organización.
Asimismo, protege de usurpaciones de identidad y demás daños corporativos (donde predomina la escucha activa de las conversaciones de sus clientes), promociona comentarios y contenidos en blogs y páginas web y vigila con sigilo los movimientos de la competencia para mover diferentes fichas. Además, es la persona que diariamente gestiona la marca en internet, con la creación de contenidos y el análisis de las estadísticas entre algunas de sus funciones. También, analiza el resultado de las estrategias realizadas y las métricas para comprobar si se cumplen los objetivos o es necesario realizar ajustes para mejorar las tareas que son necesarias para conseguir el posicionamiento eficaz en la web.

## Sus inicios
A partir de 1996, con el nacimiento de las redes sociales virtuales y posteriormente de los medios sociales, ha ido cobrando paulatinamente mayor protagonismo. Que una empresa no esté presente en las redes sociales hoy, puede significar una pérdida importante, especialmente en mantener la atención de sus clientes. Bajo esta necesidad nacieron los gestores de comunidad, que tienen como misión gestionar la identidad digital y la reputación en línea de una organización, marca, figura pública o producto en medios sociales, como Facebook, Instagram, Twitter y YouTube, entre otros; con el propósito de ofrecer información relevante para las personas que visitan dichos perfiles. 
En los últimos cinco años el crecimiento del uso de las redes sociales para anunciarse en Internet y captar posibles consumidores de nuestro producto mediante la realización de concursos, juegos, promociones especiales, etc. ha sido radical, especialmente desde 2009, hasta el punto de ser casi imprescindible dentro de una agencia de publicidad o en el departamento de comunicación de cualquier empresa medianamente grande. De hecho, cada año, la publicidad en Internet sigue creciendo y creciendo mientras que lo que se podría llamar publicidad convencional decae en cuanto a inversión por su alto coste o poca capacidad de segmentación poblacional.

## Importancia en la empresa
El profesional en este campo tiene en sus manos una herramienta que utilizan millones de personas en todo el mundo. El Community Manager es la primera "capa" por la que pasa el usuario cuando interactúa con la marca, por lo tanto el CM (community manager) debe estar muy familiarizado con los valores y productos o servicios que representa. A su vez, la labor de anunciarse se ha vuelto más asequible para personas y empresas ya sea por redes sociales, Adwords, blog o página web de la empresa. Así, se ha vuelto una herramienta muy utilizada para dar a conocer una campaña o llegar al público —indistintamente de sexo, edad o  clase social— porque en internet todo perfil tiene su lugar.
Son un elemento que ha irrumpido con fuerza en las estrategias de mercadotecnia y comunicación en las empresas, contemplándolas como soportes nuevos de conversación y participación de las personas por medio de nuevos canales y herramientas que se basan en el conocimiento y la confianza, a través del intercambio de información, la exposición y el debate alrededor de nuevas ideas basadas en la comunicación cercana con los clientes generales y/o potenciales, propiciando así, un desarrollo empresarial notable que mejora la competitividad.
El crecimiento de las redes sociales hizo a las empresas adentrarse en ese mundo para obtener más difusión y llegar a más gente. Además, la popularidad de plataformas como Facebook y Twitter ha hecho que las empresas replanteen sus estrategias de mercado, publicidad y servicio al cliente. Es así, como surge un nuevo perfil profesional, cuyo objetivo es gestionar la información en las redes sociales. Asimismo, que una empresa que decida implementar el rol de gestor de comunidad es una acción que requiere constancia y que es un trabajo que reclama cambios, ajustes e innovaciones persistentes.

## Habilidades de un responsable de comunidad
Entre las habilidades que debe contar un buen responsable de comunidad se encuentran la facilidad y corrección en la redacción de textos con especial interés a la hora de titular, pues hay unas pautas para la edición de artículos, y la habilidad para fomentar el intercambio de conocimientos y opiniones entre los usuarios. Además, el o los responsables de este departamento deben tener conocimiento de programación web, flash y temas de diseño pues son ellos quienes diseñan y crean las páginas web, las aplicaciones para Facebook, instagram y manejan Twitter, moderan foros y encuentros digitales. Por eso es una profesión especialmente indicada para los profesionales del marketing, publicistas, diseñadores y otros comunicadores, así como profesionales de la información como son los bibliotecarios, periodistas y los documentalistas.
Todos los profesionales que formen parte del equipo que gestiona la denominada Web 2.0 deben ser aliados estratégicos con cualidades sociales y personales que faculten la gestión de grupos humanos proactivos, construyendo y moderando comunidades en torno a la organización, teniendo en cuenta un sistema de diálogo que abra paso a la interoperabilidad, permitiendo a la organización brindar y compartir información de interés común que posibilite la innovación continua. Además, deben tener la capacidad para procesar y analizar información, y saber analizar esa información, para convertirla en acciones que optimicen y mejoren las tácticas de los objetivos establecidos.
A través de las distintas herramientas, sumadas al análisis constante del responsable de comunidad obtendrá un monitoreo constante sobre qué se está opinando en la red acerca de la marca y los resultados de las campañas. Es importante estar atento a la percepción de los clientes, a la imagen frente al consumidor y la opinión de los mismos para dar una respuesta rápida y efectiva.  Uno de los aspectos más importantes es la capacidad de generar fidelización o seguimiento del cliente debido al contenido. La principal función es administrar la comunidad con la que trabaja, convertirse en un amigo de los usuarios, cuidarlos y sobre todo cuidar la compañía.
Facilitar, manejar y moderar diariamente las comunidades donde la marca este presente. Además, educa y evangeliza a los distintos departamentos en la empresa, sobre el uso de esas comunidades que pueda entender como les beneficia y como sacar provecho de todo ello.
El responsable de comunidad tendrá que realizar las siguientes labores:
- Gestionar la marca en Internet.
- Monitorización de la competencia.
- Escucha activa y conservación en las redes sociales.
- Creación del contenido para la web y blog
- Actualización diaria en las redes sociales en las que la empresa esté presente.
- Control y análisis del posicionamiento en línea.
- Conoce la marca y a su audiencia.
- Excelente ortografía y redacción.

## Tareas de un responsable de comunidad de internet
La siguiente lista recoge las principales tareas o funciones que un responsable de una comunidad debe asumir en su día a día para cumplir con los objetivos de su plan de trabajo. Dentro de sus tareas estaría administrar los perfiles en redes sociales o la página web de una empresa o marca, por lo que su función iría ligada a la parte comunicativa o de publicidad de estas. 
- Escuchar: el responsable de una comunidad en Internet debe buscar conversaciones sobre la empresa, producto o servicio del cual está a cargo, con la finalidad de conocer la percepción que se tiene al respecto; algunos puntos clave que debe atender son la competencia, el mercado y la opinión de los usuarios.
- Extraer: una vez que se obtiene la información escuchando, se analiza su procedencia y el impacto que tiene respecto a la empresa, producto o servicio que se está representando; con la finalidad de evaluar y generar el contenido de un buen reporte.
- Transmitir: el informe permite hacer llegar la información depurada y objetiva a los demás departamentos de la empresa, referente al servicio, producto o a la misma empresa que ha sido objeto del análisis, con la intención de que todos los colaboradores conozcan la situación que se está presentando y les permita tomar decisiones con un mayor conocimiento del problema, y así generar la estrategia a implementar.
- Explicar: una vez que la estrategia ha sido definida, es momento de transmitir el mensaje a la comunidad en las diferentes redes sociales. Es muy importante que el responsable de comunidad conozca cómo conducir el mensaje, ya que a partir de este momento sus acciones en las redes sociales se convierten en la voz de la empresa.
- Conversar: es importante mantener activa la relación entre las personas que conforman la comunidad; hablar y responder activamente a los diferentes cuestionamientos, observaciones y participaciones de las personas; permitirá retroalimentar el proceso de escuchar sobre el producto o servicio que se ofrece.
- Compartir: el contenido es la clave del éxito. Seleccionar contenidos de interés y compartirlos con la comunidad es primordial para mantener a los usuarios activos e interesados. Estos contenidos deben hacer referencia al objetivo que se pretende transmitir, con el propósito de posicionar en los participantes la idea central de la empresa, producto o servicio que se promociona
- Analizar: medir, cuantificar y cualificar será la mejor forma de averiguar si se están llevando a cabo los objetivos como se planearon en la estrategia, es decir, el responsable de la comunidad de Internet realizará el seguimiento y el control de las actividades que se llevan a cabo en las redes sociales, para determinar el alcance que se tiene en el logro de los objetivos.
- Fidelizar: cuando se haya realizado la venta, el responsable de una comunidad de internet sigue en contacto con el cliente a través de mensajes o comentarios en el contenido compartido.[4]

## Tipos de community manager
- Freelance: no sólo se involucra con la comunicación online de la marca, sino que también hace de ejecutivo de cuentas o ventas. Es decir, contacta o es contactado por el cliente por primera vez, realiza y hace la propuesta, y si la misma es aprobada, inician la relación comercial.
- Estratega: es el tipo de CM que participa en todo el proceso estratégico, produce ideas, crea, genera, estructura y organiza el plan de redes sociales para la marca o negocio. A partir de ahí actúa de acuerdo a las 6 funciones principales del Community Manager y en muchos casos se encarga de realizar reportes evaluando el desempeño y los resultados de las acciones. En base a esto analiza los resultados con la estrategia y reestructura la misma.
- Ejecutor o junior: este tipo de CM es el que se limita a realizar las 6 funciones: interactuar, gestionar, comunicar, escuchar, documentar y abogar en doble vía.
- In-house: estos realizan su labor desde dentro de la empresa y dependiendo del tamaño de la misma, también pueden ser estrategas o ejecutores. Esto sucede porque existen empresas de todos los tamaños y que dentro de esta clasificación, hay muchas que tienen un departamento de comunicación y/o mercadeo tan robusto que cuentan con la estructura completa para manejar la presencia digital de la empresa.
- Marketing manager: Un gerente de marketing puede desempeñar el rol de administrador de comunidad al interactuar activamente en plataformas digitales.[5] Esto implica responder a preguntas, crear contenido relevante y fomentar conversaciones entre seguidores para fortalecer la lealtad y el compromiso con la marca.[6]
- Tercerizado: Mediante la contratación de una Agencia de Marketing Digital, se puede contratar un CM. Este puede ser gestionado por la empresa contratante mediante la modalidad de Staff Augmentation, o por la Agencia mediante la modalidad de contrato de servicios. Estos servicios de community manager[7] brindados por la agencia suelen ser de mayor calidad y retorno de la inversión, ya que las agencias de marketing digital trabajan en varios rubros y plataformas, por ende, poseen amplia experiencia y capacidad operativa.

## Métodos de gestión
Una comunidad en sí misma puede desarrollarse y administrarse activamente para promover la actividad y el bienestar comunales.
En algunos casos, la tarea de administrar un recurso físico puede delegarse en un profesional especialista llamado community manager. Lo que significa que los miembros de la comunidad están involucrados en el desarrollo y seguimiento de los proyectos de desarrollo comunitario, lo que puede involucrar la adquisición de fondos para los proyectos, así como decidir qué planes serían beneficiosos para la comunidad y cuáles no.